# الأمالی (کتاب شیخ مفید)
کتاب الأمالی که اثری از شیخ مفید محسوب می‌شود، از جمله کتب امالی است که به زبان عربی منتشر شده‌است. احادیث این کتاب بین سالهای ۴۰۴ تا ۴۱۱ از جانب شیخ مفید به شاگردانش املا شده‌است. این مجالس بیشتر در ماه رمضان و روزهای شنبه برپا شده‌اند و مکان آنها نیز عمدتاً شهر بغداد بوده‌است.
مجلسی در اعتبار این کتاب می‌نویسد: «ما به نسخه‌هایی بسیار قدیمی از این کتاب دست یافته‌ایم که دلایل و قرائنی بر صحت و اعتبار آن وجود دارد.»

## نشر
این کتاب توسط حسین استاد ولی ترجمه شده و توسط انتشارات آستان قدس و انتشارات گنگره شیخ مفید به چاپ رسیده‌است.